# Egerton, Kent
Egerton är en ort och civil parish i grevskapet Kent i sydöstra England. Orten ligger i distriktet Ashford, cirka 11 kilometer nordväst om Ashford. Tätorten (built-up area) hade 497 invånare vid folkräkningen år 2021.